# Hessische Leseförderung
Die Hessische Leseförderung, die ihren Sitz seit 2004 im  Hessischen Literaturforum im Mousonturm e.V. hat, ist eine Einrichtung des Hessischen Ministeriums für Wissenschaft und Kunst. Ihr Ziel ist es, vor allem bei Kindern und Jugendlichen das Interesse am Lesen zu fördern. Gemeinsam mit öffentlichen Bibliotheken, Schulen und anderen Einrichtungen erarbeitet und unterstützt sie Konzepte, um neue Leserschichten zu gewinnen und Sprachbarrieren zu überwinden. Dazu gehören Projekte wie „Das gespielte Buch“ und „Lesen im Vorschulalter“ sowie zahlreiche Einzelprojekte.
Öffentliche Bibliotheken, die sich an den Projekten beteiligen wollen oder eigene Leseprojekte konzipiert haben, können Förderanträge bei der Geschäftsstelle einreichen.
Neben der Einzelförderung organisiert die Hessische Leseförderung den  Hessischen Leseförderpreis.